# Obligació de deute garantida
Una obligació de deute garantida o obligació garantida per deute (en anglès: collateralized debt obligation; acrònim: CDO) és un valor financer de tipus derivat, el valor i pagaments del qual es deriven d'un col·lateral (o garantia) format per una cistella d'actius. Allò que caracteritza una CDO i la diferencia d'un Asset-backed security és la segmentació en trams de risc (en anglès: risk tranches). El pagament i l'interès que renda el CDO no és homogeni per a tots els inversors, sinó que aquests poden escollir el grau de risc a què volen estar exposats. Les CDO ofereixen tres graus de risc: "senior tranches", "mezzanine tranches", i "subordinated/equity tranches"; les "senior" reben una qualificació AAA i ofereixen un interès menor, mentre que les "subordinated/equity" ofereixen un interès major però tenen la qualificació de bons escombraria. La principal motivació per a la creació de CDO prové dels bancs que volen convertir actius a llarg termini del seu balanç en efectiu. Per a aconseguir-ho creen una societat intermèdia (SPE) que serà l'encarregada de comprar-los els actius i al seu torn revendre'ls als inversos. El principal punt fort de les CDO és que una cistella d'actius a llarg termini que rep una qualificació de B, pot ser revenuda a curt termini en tres trams de risc, per exemple AAA (senior), B (mezzanine) i BBB (subordinated/equity). Per contra, el tram de més risc d'impagament "subordinated/equity" normalment acaba sent recomprat pel mateix banc emissor, raó per la qual aquests foren els primers a rebre l'impacte durant la Crisi hipotecària de 2007, fet que derivà en la Crisi financera 2007-2010. Analistes i acadèmics com Warren Buffett i Raghuram Rajan havien advertit que aquests productes derivats allò que realment fan no és reduir el risc a través de la diversificació, sinó que en realitat dispersen el risc sobre el valor dels actius subjacents.

## Estructura
Malgrat que les CDO varien en estructura i actius subjacents el principi bàsic sempre és el mateix. A fi d'estructurar una CDO el promotor, normalment un banc, constitueix una societat intermèdia anomenada Entitat de propòsit especial (ESE), que tindrà en propietat els actius subjacents que formen la garantia (col·lateral), i al seu torn vendrà els fluxos de caixa que generen aquests actius als inversors en diferents trams de risc (risk tranches):
- Es constitueix la ESE, normalment a instàncies d'un banc
- La SPE emet Obligacions (CDOs) amb diferents trams de risc (risk tranches); normalment el mateix banc promotor de la ESE és qui compra les obligacion amb més risc.
- Amb els fons aconseguits dels inversors la SPE compra al banc promotor els actius que formaran la cartera d'actius subjacents que generaran els fluxos de caixa

## Tipologia
A) Actius de renda fixa:
- Collateralized bond obligations (CBO) -- Són CDOs garantides per valors financers de renda fixa, normalment bons corporatius.
- Collateralized loan obligations (CLO) -- Són CDO garantides principalment per préstecs bancaris.
- Collateralized fund obligations (CFO)
- Collateralized mortgage obligations (CMO)

B) Actius estructurats i sintètics:
- Structured finance CDOs (SFCDO) -- Són CDOs garantides per productes estructurats com ara asset-backed securities i Mortgage-backed securities
- Collateralized synthetic obligations (CSO) -- Són CDOs garantides per credit derivatives
- CDO-Quadràtica (CDO^2)-- Són CDO garantides per trams de risc emesos per CDOs de primer nivell.
- CDO-Cúbica (CDO^3) -- Són CDO garantides per trams de risc emesos per CDO-Quadràtiques i CDO de primer nivell.
- CDO^n—Són CDO garantides per trams de risc emesos per CDOs/CDO^2/CDO^3 i superiors. Són particularment difícils de modelar degut a la possible repetició a l'expoisició de l'actiu subjacent.

C) Altres tipus de CDOs
- Commercial Real Estate CDOs (CRE CDOs) -- Són CDO garantides per commercial real estate assets
- Collateralized Insurance Obligations (CIOs) -- Són CDO garantides per assegurances o contractes de reassegurança.

El 2007 el 10% de les CDO estaven garantides per valors de renda fixa, el 45% per préstecs bancaris i el 45% restant estava format per CDO garantides per productes estructurats i sintètics.